# Zygmunt Zbrowski
Zygmunt Zbrowski (ur. 28 kwietnia 1901 r. w Jedlni, zm. 10 lipca 1967 r. w Warszawie) – major obserwator Wojska Polskiego, dowódca 34. eskadry liniowej, kawaler Virtuti Militari.

## Życiorys
Po zdaniu egzaminu maturalnego zgłosił się jako ochotnik do służby w Wojsku Polskim, otrzymał przydział do 36. pułku piechoty Legii Akademickiej. Podczas walk pod Tarnopolem został ranny. Po rekonwalescencji został skierowany do Szkoły Podchorążych w Warszawie, którą ukończył w styczniu 1920 r.
Został przydzielony do 56. pułku piechoty Wielkopolskiej w Krotoszynie. Dążył do zmiany rodzaju broni i w 1926 r. rozpoczął kurs obserwatorów lotnictwa, który ukończył w lipcu 1927 r. z pierwszą lokatą. Otrzymał przydział do 1. pułku lotniczego. Służył tam w 14. eskadrze niszczycielskiej. W 1930 r. został przeniesiony do Departamentu Lotnictwa Ministerstwa Spraw Wojskowych, gdzie awansował do stanowiska szefa wydziału. W 1932 r. ukończył kurs dowódców eskadr i został przeniesiony do służby liniowej. Objął stanowisko dowódcy 34. eskadry liniowej, które pełnił do grudnia 1935 r.
Powrócił do pracy w Dowództwie Lotnictwa jako kierownik wyszkolenia szkół i kursów. W 1937 r. otrzymał awans na stopień majora. Po wybuchu II wojny światowej pozostał w Warszawie i włączył się do działań obrony miasta. 23 września objął dowództwo nad Zespołem Lotniczym Obrony Warszawy. Był współinicjatorem sformowania Lotniczego Oddziału Szturmowego, został ranny w jednej z walk. 26 września został odznaczony Virtuti Militari. Po kapitulacji stolicy trafił do niewoli.
Na początku 1946 r. powrócił do Polski i rozpoczął pracę w PLL LOT jako szef nawigatorów. W 1950 r. odszedł ze składu personelu latającego i objął stanowisko referenta ds. współpracy z instytucjami międzynarodowymi lotnictwa cywilnego. Swoją wiedzę wykorzystał do pisania książek. W 1954 r. ukazała się książka jego współautorstwa "Organizacja ruchu samolotów cywilnych" a w 1955 r. "Astronawigacja lotnicza". Na fali stalinowskich czystek został w 1954 r. zwolniony z LOT-u i zajął się pracą chałupniczą. Zmarł 10 lipca 1967 r. w Warszawie. 

## Ordery i odznaczenia
- Virtuti Militari
- Złoty Krzyż Zasługi – 10 listopada 1938 „za zasługi w służbie wojskowej”[10]